# 目白聖公会

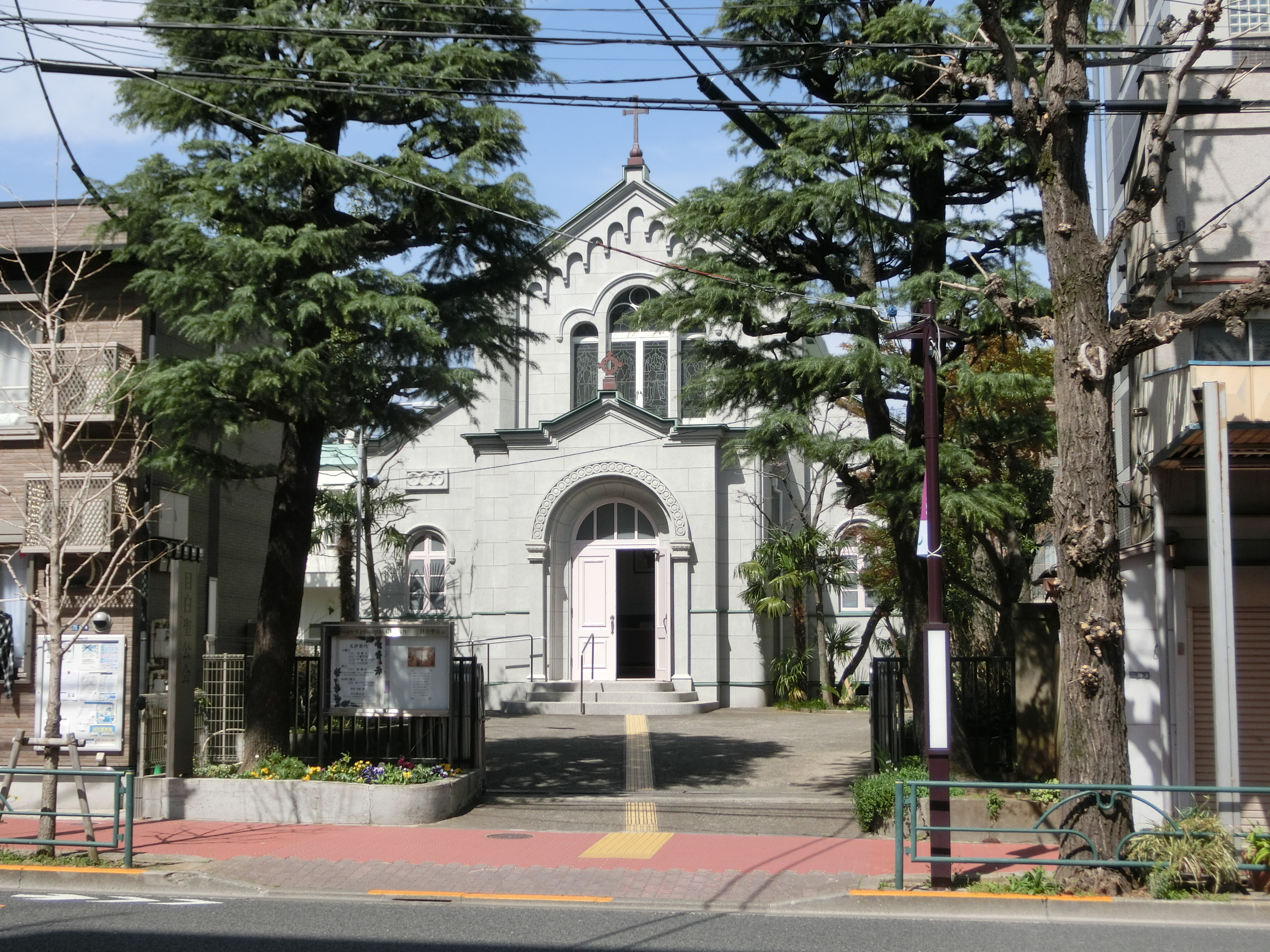
目白聖公会

目白聖公会（めじろせいこうかい）は、日本の東京都新宿区にある教会で、日本聖公会東京教区外濠グループ。

## 年表
- 1918年、病院の建物を改築し最初の礼拝が開始。
- 1929年、現在のロマネスク様式の聖堂が建築された。
- 1945年、太平洋戦争が敗戦しても教会は戦災を免れた。
- 1985年、英国トゥルロー教区のエピファニー修道院から、ステンドグラスを寄贈された。
- 1992年、宣教団体として阿佐ヶ谷聖公会聖ペテロ教会などとともに聖十字会が結成された。

## 教会活動
目白聖公会は、他の教会と比較して相対的に教会活動が熱心に実施されている。特に、宣教活動を熱心に行い、未信者や教会に赴いたことがない人を対象に、キリスト教の教えを熱心に布教している。具体的には、すでに目白聖公会における礼拝や日曜学校などに参加したり活動をしている信徒や未信者たちに対して、大学や職場などの友だちや教会に参加しそうな人たちを積極的に本教会に参加するよう積極的に心がけている。
教会内においては、春のイースター、夏のキャンプ、秋のバザー、冬のクリスマスなど、教会内での活動も熱心に行われており、子どもたちを対象とした日曜学校や、聖歌隊などもある。また、教会内において結婚式を挙式することが可能であり、パレスチナ問題など様々な社会問題を対象とした講演会などの会場にもなっている。
特定の熱心な信徒の家庭を訪問して、聖書やキリスト教に関して学びあう家庭集会も定期的に実施されている。また、本教会では、神田キリスト教会や清瀬聖母教会など、日本聖公会のほかの教会の礼拝にも積極的に参加し、かつほかの教会の信徒たちと真心のこもった交流活動を行っている。

## 所在地
東京都新宿区下落合三丁目19番4号